# Walter McCrone
Walter Cox McCrone (* 9. Juni 1916 in Wilmington, Delaware; † 10. Juli 2002) war ein amerikanischer Chemiker und Experte in der Mikroskopie. In der Öffentlichkeit wurde er hauptsächlich durch seine Forschung zum Turiner Grabtuch und zur Vinland-Karte bekannt, die er beide als Fälschung einstufte. 

## Karriere
Er erwarb seinen Doktortitel 1942 an der Cornell University. Nach einer zweijährigen Position als Postdoc, wo er sich bereits auf chemische Anwendungen der Mikroskopie spezialisierte, wechselte er 1944 zur Armour Research Foundation (das heutige Illinois Institute of Technology). Hier baute er den Analytik-Dienst auf und wurde zum stellvertretenden Vorsitzenden der Chemie-Sektion. 
Im Jahr 1956 gründete W. McCrone McCrone Associates zur Erforschung der Mikroskopie und der Kristallographie. Weiteres Ziel dieser mittlerweile jährlich mehr als 2000 Kunden aufweisenden Gesellschaft ist es, die modernsten optischen und elektronenmikroskopischen Methoden für Industrie und Regierungsstellen bereitzustellen. Die Gründung des gemeinnützig organisierten McCrone Research Institutes, mit dem Ziel der Forschung und Lehre der Mikroskopie, Elektronenmikroskopie und Kristallographie, folgte im Jahr 1960. Dieses in Chicago lokalisierte Institut, wurde später um McCrone Scientific in London erweitert. Insgesamt haben mehr als 20.000 Studenten eine Ausbildung in Mikroskopie in diesen weltweit als centers of excellence geltenden Einrichtungen erhalten. 1979 trat W. McCrone als aktiver Präsident von McCrone Associates zurück, um seine Zeit ganz der Forschung und Lehre widmen zu können.
W. McCrone wird weithin als der Vater der modernen Mikroskopie angesehen, für die er viele neue Arbeitsfelder erschloss. So wurde in einer Ausgabe des Fachjournals Microscopy and Microanalysis im Jahre 2003 in mehreren Beiträgen der bedeutende Einfluss, den seine Arbeiten auf verschiedene Felder hatte, gewürdigt. Hervorzuheben sind hier beispielsweise die Forensik und Kriminologie. Neben einigen hundert Fachartikeln und mehreren Büchern ist vor allem sein sechsbändiges Werk „The Particle Atlas“ (erschienen von 1973 bis 1979 und seit 1992 als CD-Rom erhältlich) als Standardwerk zur Materialanalyse von überragender Bedeutung. Er war auch Editor und Herausgeber der wissenschaftlichen Zeitschrift The Microscope Journal.
Weltweites öffentliches Aufsehen erreichte McCrone durch seine Forschungsarbeiten zu bekannten Objekten der Geschichte. Besonders seine Arbeiten zur Vinland-Karte und zum Turiner Grabtuch, welche er beide als Fälschungen einstufte, stechen dabei hervor. Neben vielen anderen wissenschaftlichen Auszeichnungen erhielt er im Jahr 2000 den National Award in Analytical Chemistry der American Chemical Society für seine Arbeiten zum Turiner Grabtuch.
Neben seinen wissenschaftlichen Tätigkeiten war W. McCrone auch sozial engagiert. So war er etwa Mitglied des Aufsichtsgremiums der gemeinnützigen Ada S. McKinley Community Services, Inc., einer sozialen Einrichtung in Chicago.

## Werk (Auswahl)
- Walter C. McCrone, John Gustav Delly, Samuel James Palenik  The Particle Atlas: An Encyclopedia of Techniques for Small Particle Identification (1979) ISBN 0-2504-0008-1
- W.C.McCrone,  Judgment day for the Shroud of Turin.  Amherst, N.Y., Prometheus Books, (1999) ISBN 1-5739-2679-5